# セイヨウハナズオウ
セイヨウハナズオウ（西洋花蘇芳、Cercis siliquastrum）は、マメ科ハナズオウ亜科の落葉灌木で、南欧から西南アジアにかけて自生する。春に濃い桃色の花をたくさんつける。

## 特徴
高さ12メートル、幅10メートルまで生長する。1年ごとに深い桃色の花をつけ、春遅くに幹でも咲き、幹生花の体をなす。春先に花が咲いてから葉が出る。葉はハート型だが角は鋭くなく、時どき先端に浅い切れ込みが入る。細長く平たい莢（豆果）は、垂直方向にぶら下がる。

## 分類群
セイヨウハナズオウは1753年にリンネが記載し、siliquastrumという種小名を付けた。この語は、「莢（豆果）」を表すラテン語siliquaからの派生である。
セイヨウハナズオウの変種や亜種に次のようなものがある。
- C. s. var. hebecarpa Bornm.
- C. s. nothosubsp. yaltikirii (Ponert) Govaerts
- C. s. var. siliquastrum

また、次のシノニムがある。
- C. siliquastrum var. alba Weston
- Siliquastrum orbicularis Moench

## 分布と生態
西アジア（イラン、イラク、イスラエル、ヨルダン、レバノン、シリア）や南欧（トルコ、ギリシャ、アルバニア、ブルガリア、ユーゴスラビア、イタリア、フランス）に自生。
雌雄同株の虫媒花であり、蜂によって受粉する。

## 栽培
セイヨウハナズオウは、肥沃で水捌けのよい、深い土壌を好み、満面の日光か、もしくは部分的な日蔭を好む。日照りにも耐性がある。
栽培品種に次のようなものがある。
- アルバ 'Alba' - 白花
- ボドナン 'Bodnant' - 赤紫（桃色と紫の中間色）
- ルブラ 'Rubra' - 赤紫（桃色と紫の中間色）

ヨコバイ、カイガラムシ、アリマキ・キジラミ（殊にCacopsylla pulchella）といった害虫や、根こぶ病、癌腫病、バーティシリウム萎凋病などの病気に弱い。
播種や挿し木・芽接ぎで繁殖する。
魅力的な木目のある硬質の木材が取れる。ベニヤ板に利用され、良いつやが出る。

## 「ユダの木」
セイヨウハナズオウは、キリスト教圏、特に欧米では「ユダの木」（英語: Judas tree, ドイツ語: gewöhnlicher Judasbaum）と俗称されるように、伝統的に、イスカリオテのユダが首吊りに使った樹木であると看做されてきた。このような通念は、フランス語の通称「ユダヤの木（フランス語: arbre de Judée）」からおそらく誤って派生したものであろう（「ユダヤの木」とは、この植物が地中海方面に自生していることに関連した表現である）。

## ギャラリー

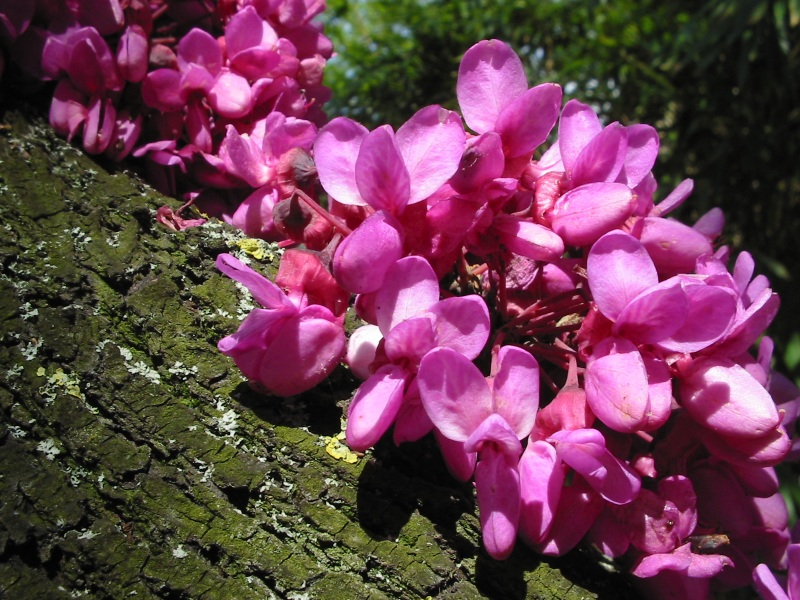
古株から芽吹くように出た花
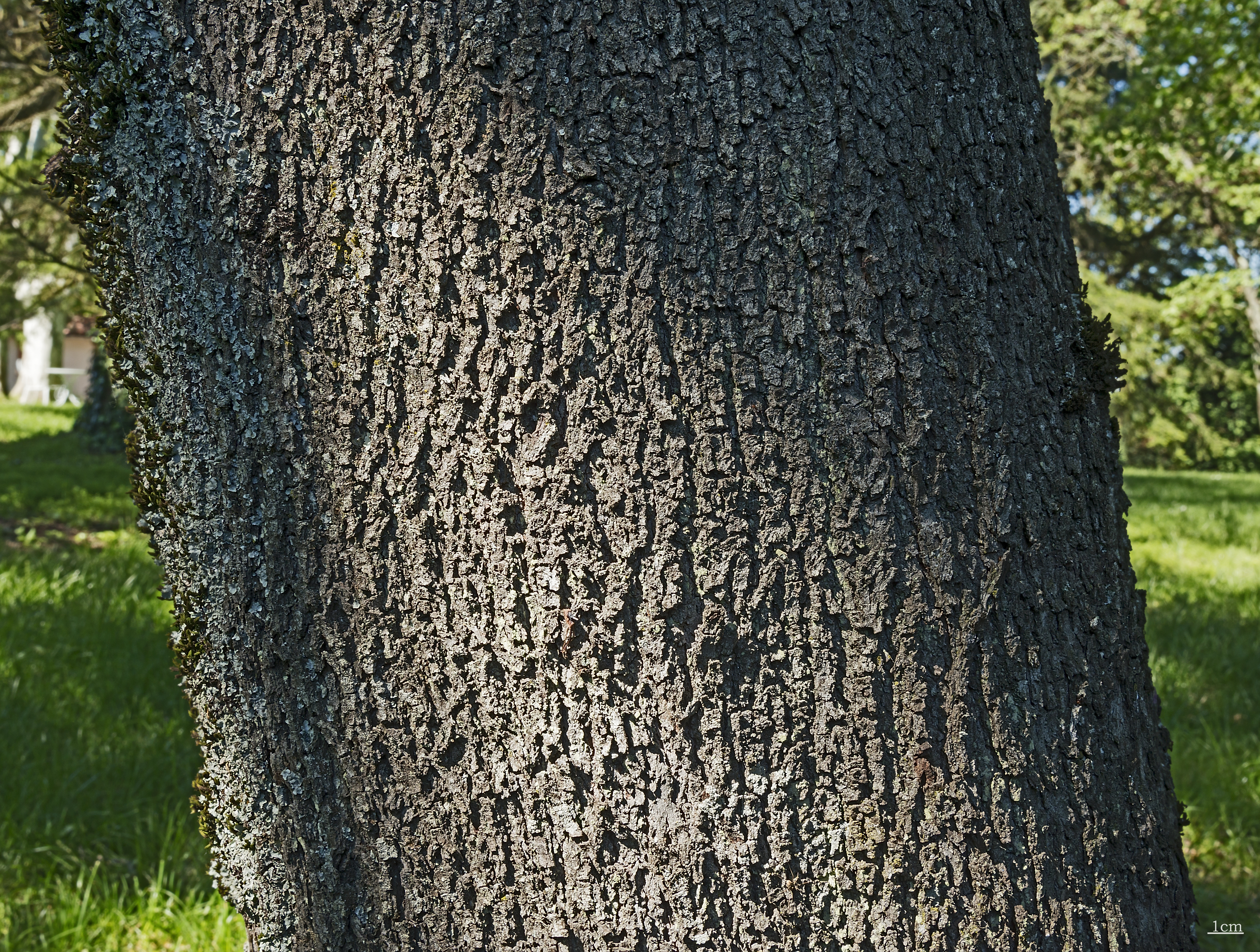
幹（木肌）
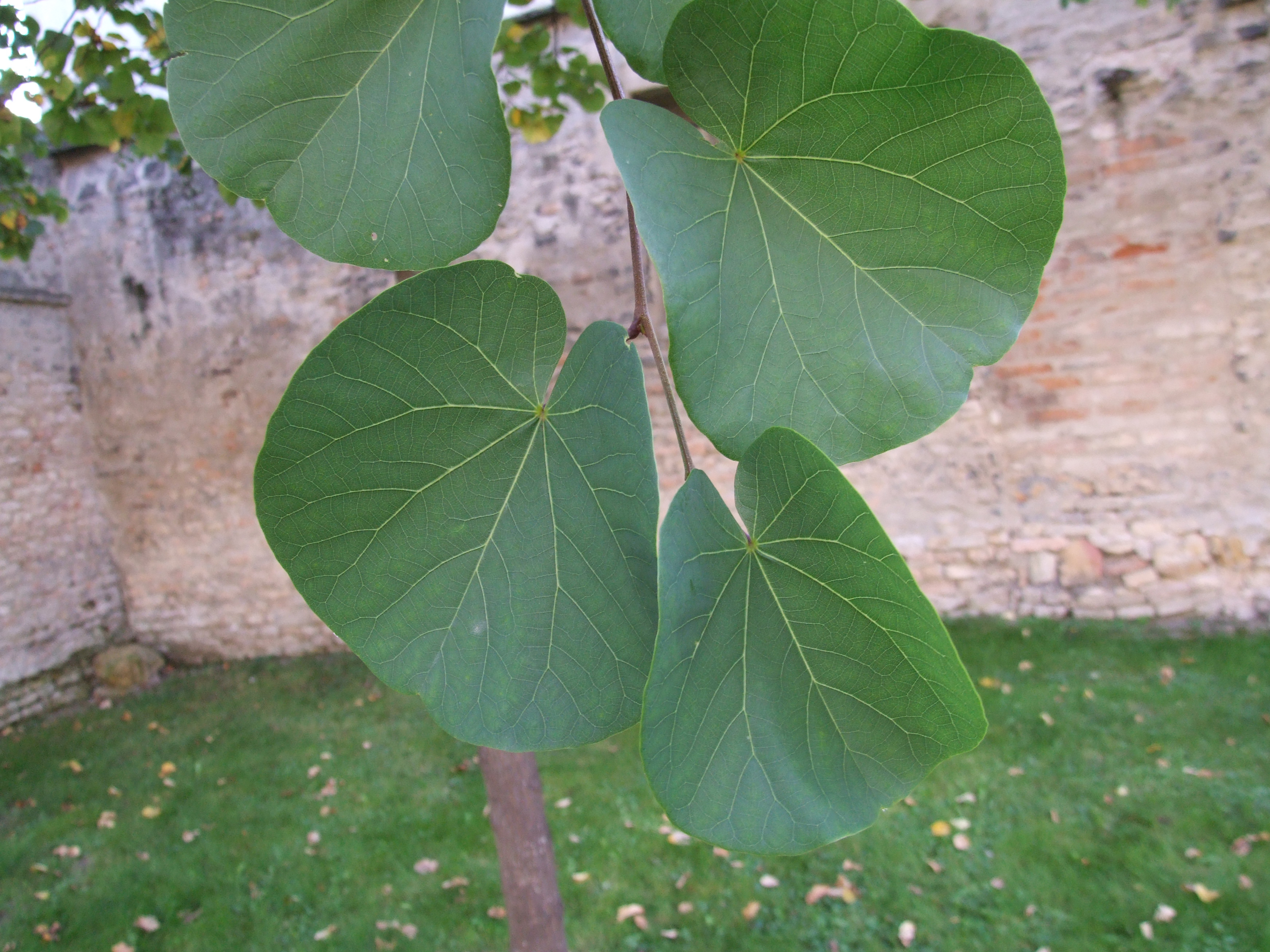
葉
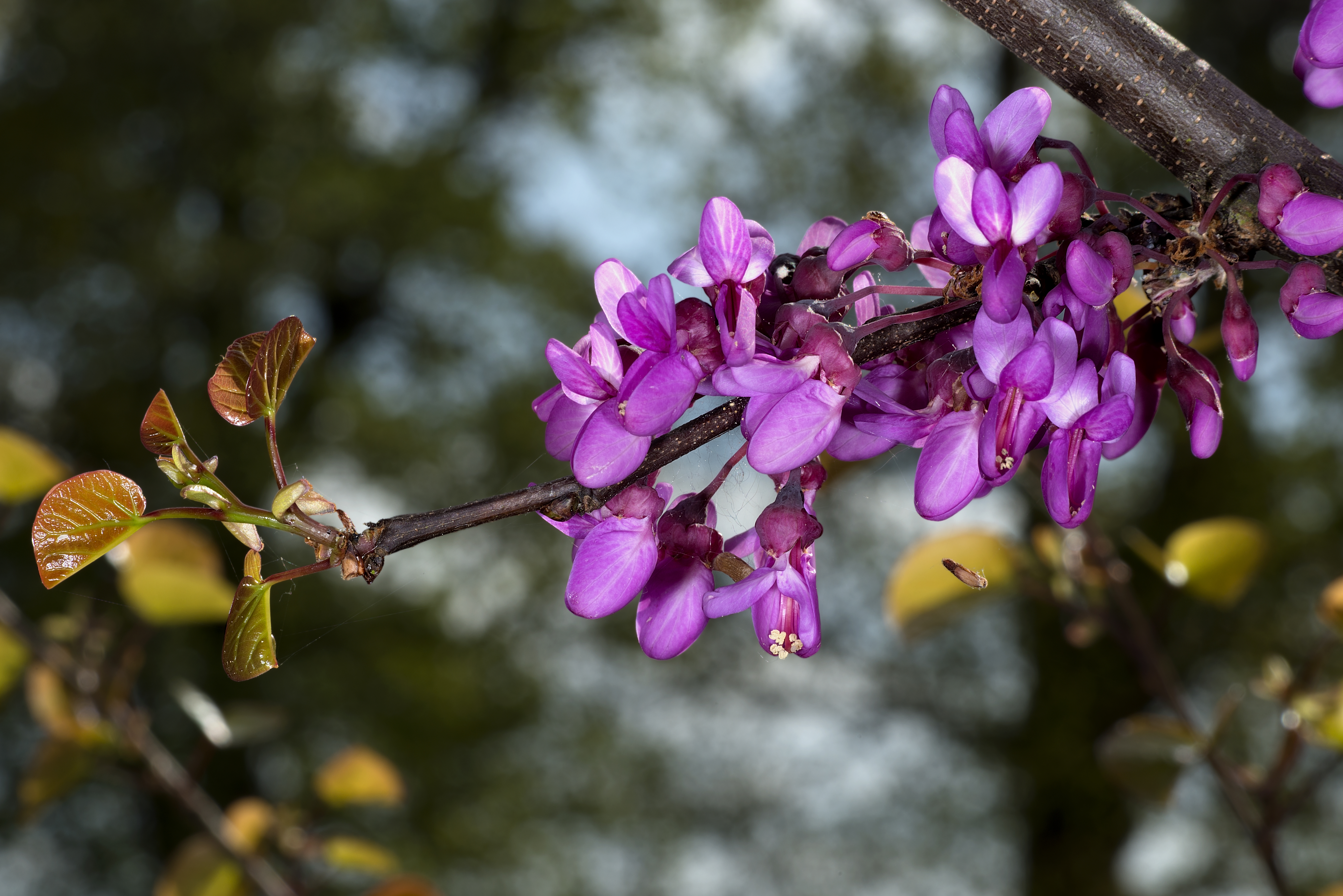
花
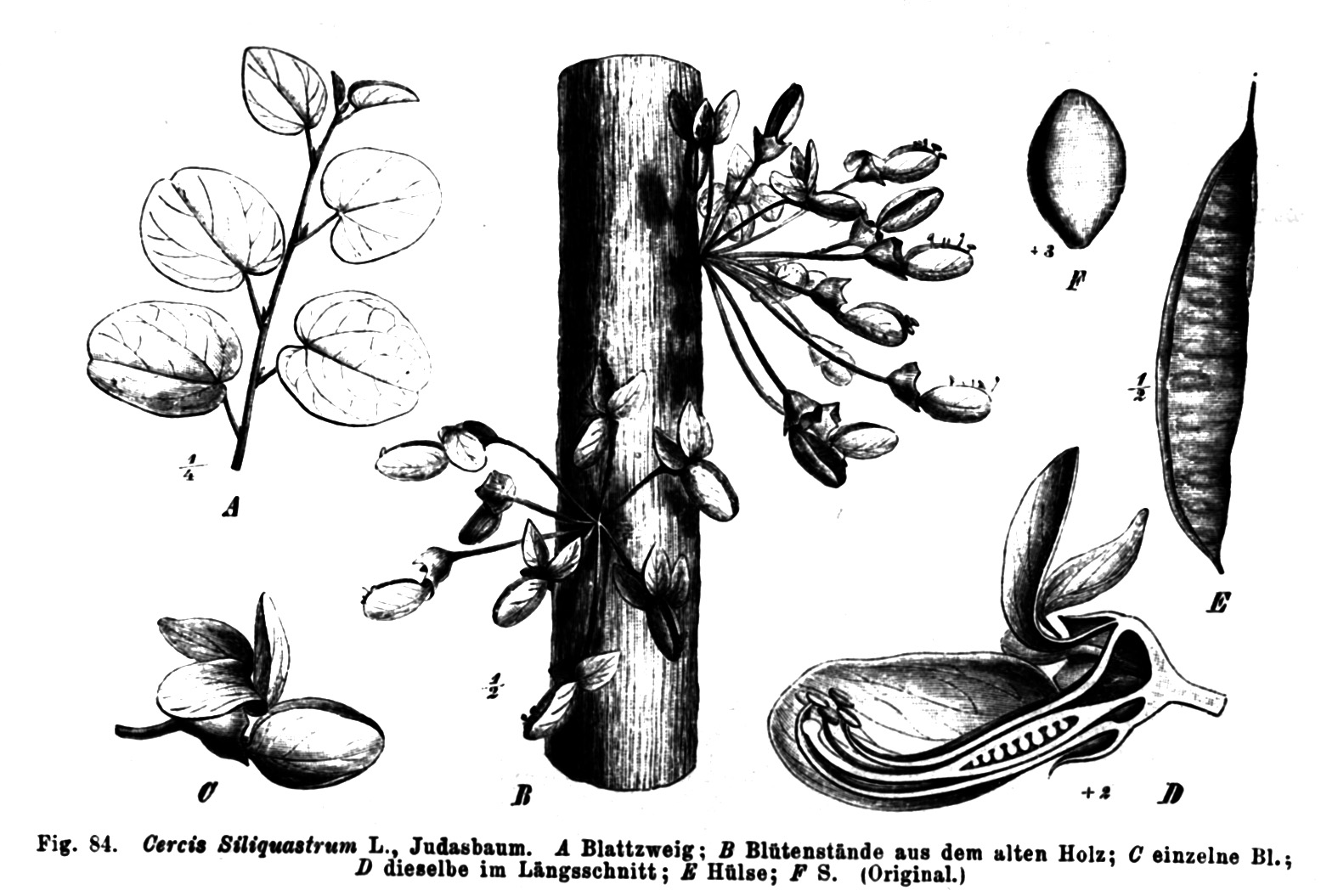
園芸書の挿絵（1891年）
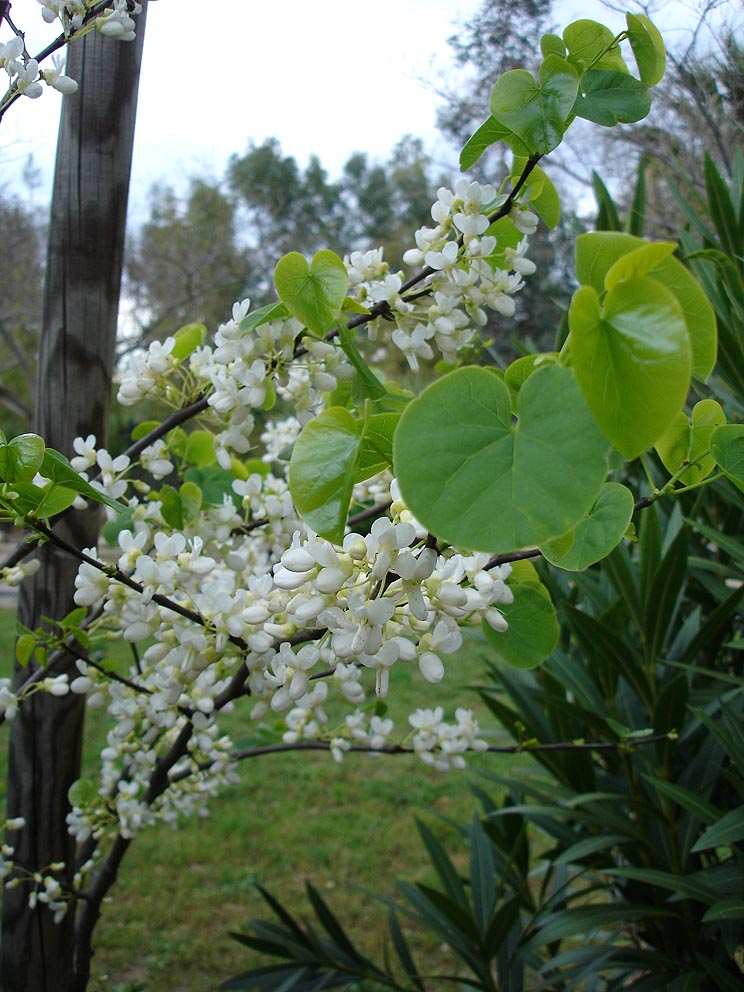
栽培種「アルバ」の白い花
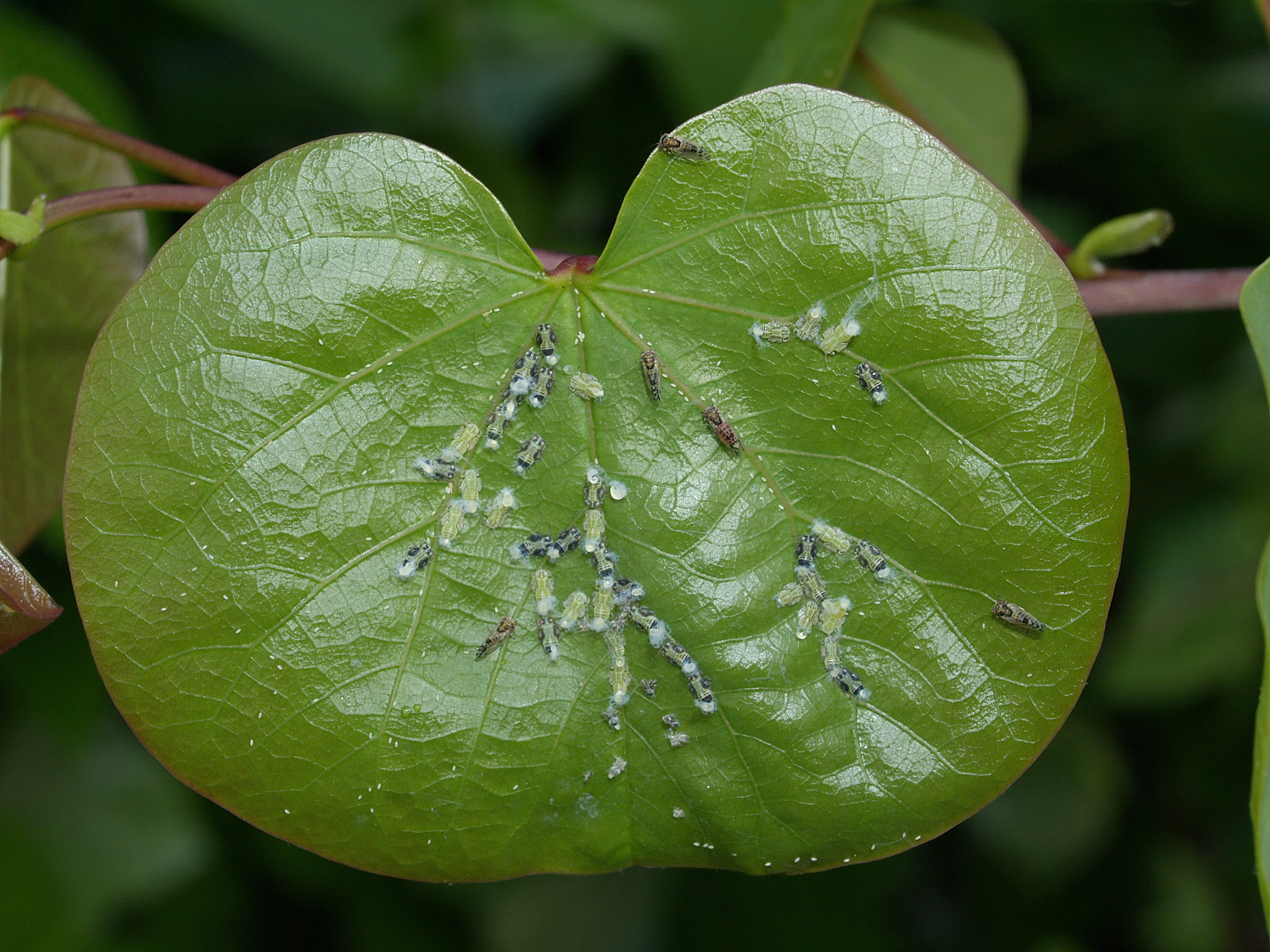
葉にたかるキジラミ
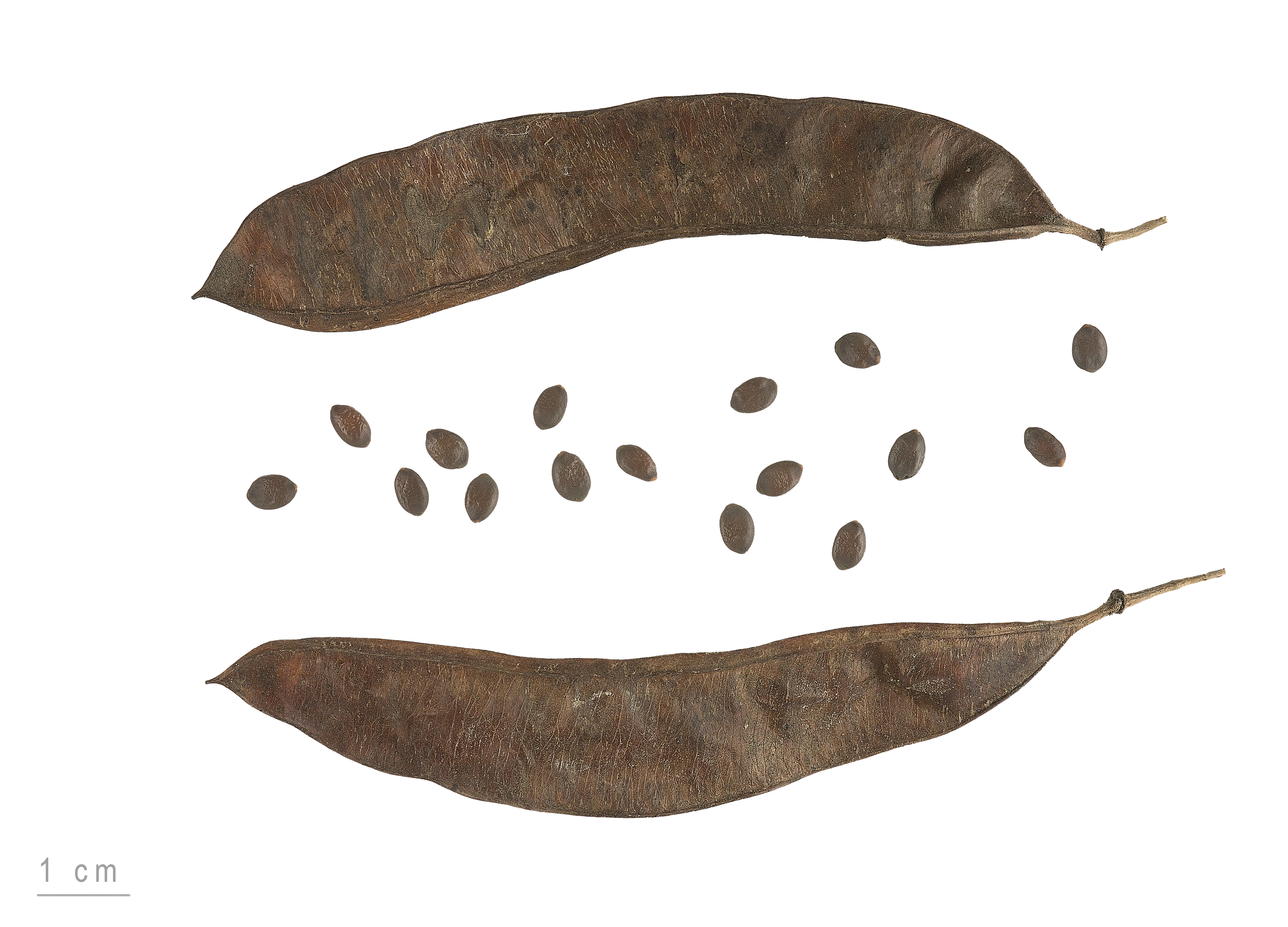
Cercis siliquastrum - Museum specimen
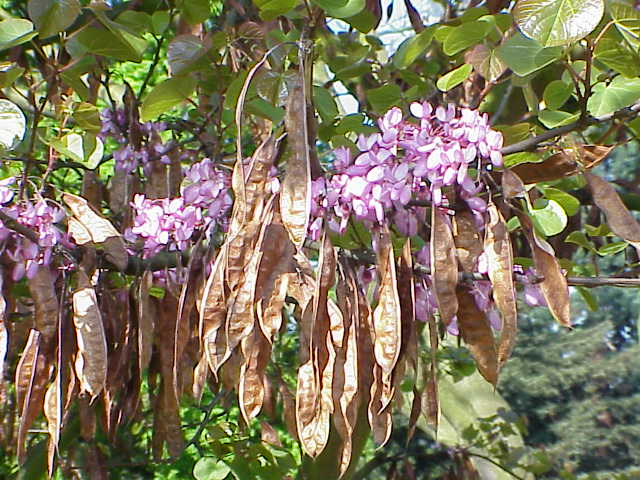
Flowers and pods